# Любарська Леся Михайлівна
Леся Михайлівна Любарська (нар. 13 червня 1964, м. Борщів, нині Україна) — українська письменниця, журналістка, педагогиня, культурно–громадська діячка, просвітянка. Членкиня Національної спілки журналістів України (2006), Асоціації українських письменників (2009), Національної спілки письменників України (2010).

## Життєпис
Леся Любарська народилася 13 червня 1964 року в місті Борщеві, нині Борщівська громада, Чортківський район, Тернопільська область, Україна.
Закінчила педагогічне училище у м. Великі Луки (1986, нині Псковська область, РФ), історичний факультет Чернівецького національного університету імені Юрія Федьковича (2009). Працювала оператором локаторної станції в Збройних силах України, вихователькою в дитячому садочку в Борщеві, нині — на творчій та громадській роботі.
Заступниця голови Тернопільської обласної громадської організації «Берег Єднання» імені Романа Шухевича. Організаторка концертів пам'яти Небесної сотні в Борщеві й Тернополі, вечорів пам'яти лікаря та поета Івана Чонки, встановлення йому 4 вересня 2018 року пам’ятної дошки на будинку в Тернополі на проспекті Степана Бандери, де він проживав.
У м. Борщеві: голова районної громадської організації осіб з інвалідністю «Тепло сердець», літературно-мистецького об’єднання «Ліра»; прессекретарка при церкві святих верховних апостолів Петра і Павла, діяльна у товаристві «Просвіта» та обласному товаристві «Бойківщина», членкиня осередку Українського козацтва ім. Д. Байди-Вишневецького та обласного товариства ім. Б. Лепкого.

## Творчість
Авторка 18 поетичних збірок. Започаткувала видання літературно-мистецького альманаху «Краю мій Борщівський, краю стоголосий».
Співпрацювала та співпрацює із 40 композиторами, зокрема з Лесею Горлицькою (Мацьків), Леонідом Міллером, Богданом Іваноньківим, Іваном Островерхим, Олександром Смиком, Зеновією Присухіною, Кузьмою Смалем. Деякі пісні відзначені на всеукраїнських фестивалях, зокрема «Кущ молодої калини» (музика З. Присухіної, виконував Сергій Дерій) зайняла третє місце на центральному радіо у передачі «Хіт-забава».
15 листопада 2013 року в Бучацькому районному будинку культури відбувся творчий вечір Лесі Любарської, в якому взяли участь Іван Чонка, Леся Горлицька, Юрій Футуйма, Зоряна Вовк.
Поетичні збірки:
- «Цвітуть сади на Україні» (2006),
- «Стигла вишня» (2007),
- «Пора калинового цвіту» (2010),
- «Душі моєї джерело» (2012),
- поема «Інакше жити він не вмів» (2012),
- «Ангел кохання» (2012),
- «Причастя» (2012),
- «Був 2014…» (2018),
- «Осене моя барвиста» (2018).

Пісенник:
- «Мелодія вечірньої зорі» (2016, пісенник).

Книги для дітей:
- «Прокидайся, квітонько» (2007),
- «Ісус в моєму серці» (2007),
- «Бджілка-трудівниця» (2008),
- «Загадки» (2008),
- «І марить весною земля» (2008).

Дитячі  пісенники:
- «Кольорові стрічки» (2010),
- «Срібний голосочок» (2019).

Нариси :
- «Роман Шухевич. Життя на вівтарі свободи» (2007).
- «Моєї юності театр» (2018).

Упорядниця 9-ти колективних збірок, зокрема «Відлуння Майдану» (2014).

## Нагороди
- літературна премія ім. Мирона Утриска (Львівщина, 2008[1], 2010),
- лавреатка Всеукраїнського конкурсу «Барви життя» (Київ, 2010),
- ювілейна медаль «20 років незалежності України» (2011)[2],
- лавреатка I Всеукраїнського фестивалю «Неспокій серця» в номінації «Поезія» (2011),
- лавреатка Всеукраїнського фестивалю «Червона калина» за пісенні тексти (Тернопіль, 2013),
- медаль «ювілейна медаль «25 років незалежності України»» (2016)[3],
- лавреатка конкурсу «Українська мова — мій вічний оберіг» (2016),
- дипломантка Всеукраїнського фестивалю «Цвіт вишиванки» (2017),
- відзнака Тернопільської міської ради (2017),
- кавалер ордена княгині Ольги III ст. (2017)[4],
- лавреатка Міжнародного літературно-поетичного конкурсу «Обранців небес» (2019)[5],
- лавреатка премії журналу «Літературний Тернопіль» (2019)[6],
- Почесний громадянин міста Тернополя (2020)[7],
- всеукраїнська літературно-мистецька премія імені Братів Богдана та Левка Лепких (2021)[8].